# Kumano (rivier)
De Kumano (熊野川, Kumanogawa) is een rivier van 183 km in Japan die gelegen is in de prefecturen Nara, Wakayama en Mie. De rivier wordt door de Japanse wet geclassificeerd als een rivier van eerste klasse. De rivier stroomt vanuit het gebergte Omine in Tenkawa (Nara) en mondt uit in Kiho (Mie) in de Grote Oceaan. De Kumano vormt een onderdeel van het door de UNESCO als Werelderfgoed erkende Drie heilige plaatsen en de pelgrimsroute in het Kii-gebergte.

## Gemeenten waar de rivier passeert
- prefectuur Nara
  - Tenkawa (district Yoshino)
  - Gojo
  - Totsukawa (district Yoshino)
- prefectuur Wakayama
  - Tanabe
  - Shingu
- prefectuur Mie
  - Kumano
  - Kiho (district Minamimuro)